# وینسلو (ایلینوی)
وینسلو (به انگلیسی: Winslow) یک روستا در ایالات متحده آمریکا است که در ایلینوی واقع شده‌است. وینسلو ۱٫۱۷ کیلومتر مربع مساحت و ۳۳۸ نفر جمعیت دارد و ۲۳۵٫۹۲ متر بالاتر از سطح دریا واقع شده‌است.